# The Walking Dead 2
The Walking Dead 2 (Originaltitel: The Walking Dead – The Road to Woodbury) ist der zweite Teil einer fünfteiligen Romanreihe der Schriftsteller Robert Kirkman und Jay Bonansinga aus dem Jahr 2012. Die deutsche Übersetzung von Wally Anker wurde durch den Heyne Verlag im Jahr 2013 veröffentlicht.

## Aufbau des Buches
Der Roman ist in Deutschland direkt als Taschenbuch im Heyne Verlag erschienen. Ähnlich wie schon in Band 1 dieser Romanreihe ist auch dieses Buch in diesmal zwei Teile aufgeteilt, denen eine nahezu komplett schwarze Seite mit mehreren weißen Farbklecksen vorangestellt ist. Auf dieser schwarzen Seite ist in weißer Schrift eine Abschnittsüberschrift und ein Zitat abgebildet. Die neunzehn in etwa gleich langen Kapitel sind einfach durchnummeriert.

## Handlung

### Teil 1: Der Anbruch des Roten Tages
Teil 1 umfasst die Kapitel 1-7.
Das Zitat zu Beginn dieses Teiles lautet:
"Das Leben ist viel schmerzhafter als der Tod." Jim Morrison
Die junge Lilly Caul kämpft in einer postapokalyptischen Welt gegen Hunger, Kälte und Zombies. Wie sie lernen muss, geht die größte Gefahr aber von anderen Menschen aus.
In einem Zeltlager südlich von Atlanta harrt Lilly mit anderen Überlebenden aus. Halt gibt ihr hierbei der Afroamerikaner Josh Lee Hamilton. Während einer plötzlichen Zombie-Attacke hütet Lilly vier junge Kinder. Trotz ihres selbstlosen Einsatzes fällt eines der Kinder den Untoten zum Opfer. Der Vater des verstorbenen Kindes macht Lilly für seinen Verlust verantwortlich und prügelt sie fast tot. Gerade noch rechtzeitig kann Josh einschreiten. Getrieben von Wut, tötet er den Angreifer von Lilly. Die Bewohner der Zeltstadt bestrafen Josh hierauf mit Verbannung. Josh schließen sich Lilly Caul, deren sexuell freizügige High-School-Freundin Megan Lafferty samt Freund Scott Moon und der Trinker und Afghanistan-Veteran Bob Stookey an.
Die kleine Gruppe Überlebender verschanzt sich zunächst in einer verlassenen Tankstelle. Diese müssen sie jedoch aufgeben, nachdem ein mit Zombies besetzter Truck in die Tankstelle rast. Auf ihrer weiteren Flucht finden sie einen Walmart. Beim Einsammeln von Nahrungsmitteln werden sie von einer anderen Gruppe überrascht. 

### Teil 2: So endet die Welt
Teil 2 umfasst die Kapitel 8-19. 
Das Zitat zu Beginn des Abschnitts lautet:
"Was Menschen Übles tun, das überlebt sie. Das Gute wird mit Ihnen oft begraben." William Shakespeare aus Julius Caesar
Nach anfänglichen Misstrauen offenbart die fremde Gruppe unter Führung von Martinez, dass sie aus einem vermeintlich sicheren Ort kommen: Woodbury. Die Gruppe um Lilly und Josh beschließt, Martinez nach Woodbury zu folgen. Zwar bietet Woodbury durch einen errichteten Wall gewissen Schutz vor den Zombies – doch frei von Angst und Terror ist der Ort nicht. Hier regiert nämlich Brian Blake, der die Identität seines toten Bruders Philip angenommen hat und in Woodbury nur der „Governor“ genannt wird. Der Alleinherrscher hält seine Zombie-Nichte Penny als Haustier und verfüttert menschliche Reste an sie. Eine ehemalige Rennbahn hat der Governor gar zu einer Kampfarena umfunktioniert, in der Menschen auf Leben und Tod gegeneinander kämpfen. Lillys Leben in Woodbury ändert sich abrupt, als Josh nach einem Wortgefecht mit einem Woodbury-Bewohner erschossen wird. 
In der Zwischenzeit wirft sich Megan an den Governor ran, weil sie sich von ihm Sicherheit erhofft. Doch in der Unterkunft von Brian Blake entdeckt sie in mehreren Aquarien abgetrennte menschliche Köpfe, die sich durch die Wandlung zum Zombie noch bewegen. In einem Aquarium entdeckt Megan auch den Kopf von Scott Moon. Ein Erlebnis, das sie nicht verkraftet und sich das Leben nimmt. Nach diesen grausamen Ereignissen plant Lilly, den Governor abzusetzen. An ihrer Verschwörung beteiligt sich unter anderem Martinez. Die Verschwörer setzen den Governor außer Gefecht und planen, ihn im nahegelegenen Wald den Zombies auszusetzen. Doch hier gerät die Gruppe samt ihren Gefangenen, dem Governor und seinen engsten Gefolgsleuten, in eine Horde Untoter. In diesem Durcheinander gelingt es dem Governor, sich zu befreien und die Kontrolle über die Verschwörer zu erlangen. Nach der erfolgreichen Rückkehr nach Woodbury sperrt der Governor die Verschwörer um Lilly unter der Rennbahn ein und lässt sie Leichen für seine Zombie-Nichte zerlegen. Der Governor hat sein Regime in Woodbury letztlich gefestigt und führt seine Zombie-Gladiatorenkämpfe fort.

## Fortsetzung
Auf der letzten Seite des Buches ist bereits ein Verweis auf die Fortsetzung zu finden.
Die Handlung wird fortgeführt im Roman: The Walking Dead 3